# 처인현
처인현(處仁縣)은 지금의 용인시 남사면을 중심으로 용인시의 서남부에 있던 지역이다. 용인의 인(仁)자는 처인의 '인'에서 따왔다. 현재의 처인구는 처인현보다는 훨씬 넓은 구역이다.

## 유래
당초에 이 지역은 양지군과 함께 수원에 속한 부곡이었다. 용구현으로 옛날부터 독자적인 행정단위였던 용인시의 북쪽과는 달리 남부지역의 대부분이 원래의 수원에 속했던 것이다. "처인(處仁)"이라는 이름이 역사에 등장한 것은 고려 현종이후이다.

## 역사
- 옛날부터 수원에 속했다. 이전 역사는 알 수 없다.

- 고려시대 이래로 수주(水州)에 속한 처인부곡(處仁部曲)이 존재했다. 부곡제의 일반적인 내용에 따라 수주에는 속해 있었지만, 독자성을 인정해 군현의 하부 촌락으로 편재되지는 않았다. 부곡제에 의하면 토착 세력인 향리가 있어 부곡사(部曲司)에 모여 행정 사무를 처리했고, 공해전시(公廨田柴)도 속하고 있었을 것이다. 부곡민들은 국가 공유지를 경작하는 역을 부담했다.

- 1039년 고려 선종때에 문신 정문(鄭文, ?~1105)이 직한림원에 천거되었다가 외조부가 처인부곡 출신이라 하여 탄핵을 받아 전중내급사(殿中內給事) ·지제고(知制誥)에 전직되었다.

- 1232년 몽고 야만족이 고려를 침략해 온 국토를 분탕질하자 승려 김윤후가 장수 살리타를 척살하여 오랑캐를 물리쳤다.

그 공으로 김윤후는 벼슬을 받아 환속해 섭랑장(攝郞將)을 거쳐 충주산성방호별감(忠州山城防護別監)이 되었다.
처인부곡도 수주에서 독립해 처인현이 되었다.
- 조선왕조가 되어 1397년 태조 7년에 현감이 배치되었고 경기좌도에 속했다. 쌍부현과 지방관이 겸임하기도 했다.

- 1413년 태종13년 용구현과 통폐합되어 용인현이 되었다.

## 같이 보기
- 처인구
- 용인시
- 처인성